# 菲德利蒂鎮區 (伊利諾伊州澤西縣)
菲德利蒂鎮區（英語：Fidelity Township）是位於美國伊利諾伊州澤西縣的一個行政鎮區。

## 地方資料
根據2010年美國人口普查的數據，菲德利蒂鎮區的面積為93.70平方千米，當中陸地面積為93.50平方千米，而水域面積為0.20平方千米。當地共有人口672人，而人口密度為每平方千米7.17人。